# Fußposition (Ballett)

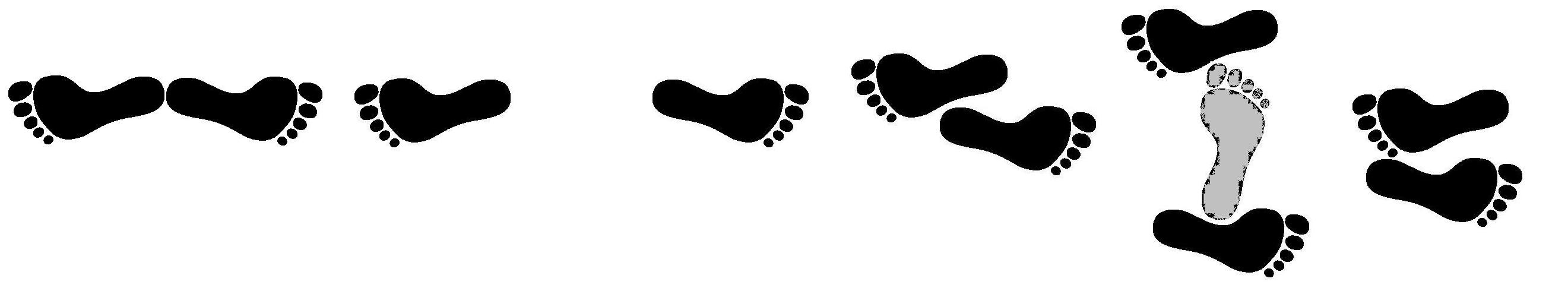
Fußpositionen im Ballett

Die Fußpositionen im Ballett sind, wie auch die meisten anderen Bewegungen und Posen, standardisiert.
Mit auswärts gedrehten Beinen sind 5 Fußpositionen möglich. Erstmals publiziert wurde die Systematik der 5 Fußpositionen vom französischen Ballettmeister Raoul-Auger Feuillet. Zusätzlich gibt es eine sechste Fußposition mit parallel stehenden Füßen. Üblicherweise werden die Fußpositionen mit römischen Ziffern bezeichnet, um sie von den mit arabischen Ziffern beschriebenen Armpositionen zu unterscheiden.
Die in den Piktogrammen dargestellten Fußpositionen stellen ein Idealbild dar. Nicht alle Menschen, auch nicht alle Balletttänzer, sind in der Lage, diese wie gezeigt auszuführen. Eine forcierte, nicht den individuellen anatomischen Gegebenheiten angepasste Fußhaltung kann zu chronischen Beschwerden des Bewegungsapparates führen.

## I. Position

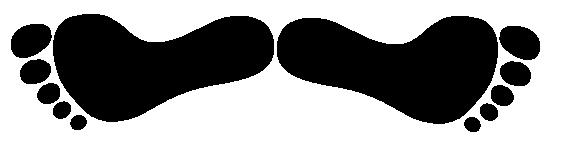
I. Position

Die Füße stehen nebeneinander, die Fersen berühren sich.

## II. Position

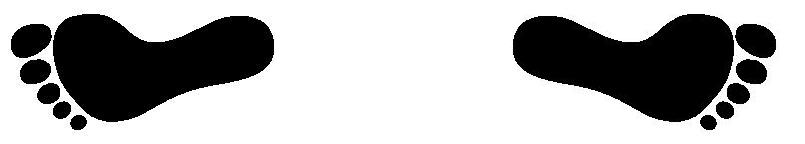
II. Position

Die Füße stehen nebeneinander, der Fußabstand entspricht der Hüftbreite.

## III. Position

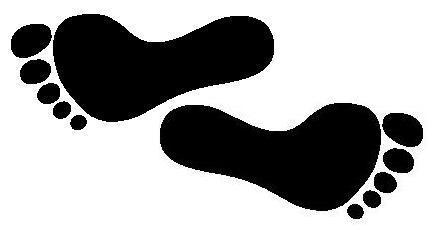
III. Position

Die Füße stehen voreinander, wobei die Ferse des vorderen Fußes das Längsgewölbe des hinteren Fußes berührt.

## IV. Position

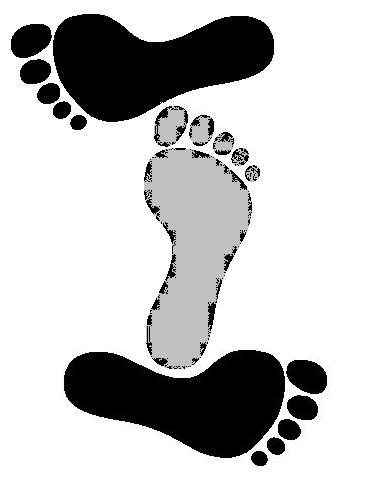
IV. Position

Die Füße stehen voreinander, der Fußabstand entspricht einer Fußlänge.

## V. Position

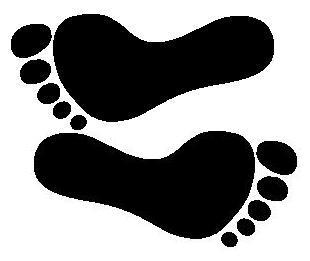
V. Position

Die Füße stehen voreinander, die Ferse des hinteren Fußes berührt den Kleinzehballen des vorderen Fußes.

## VI. Position

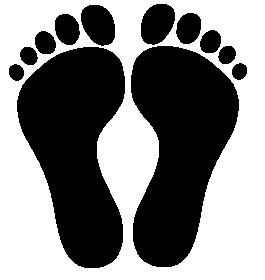
VI. Position

Die Füße stehen parallel nebeneinander. Sie berühren sich.

## Variationen
Abhängig von pädagogischen oder choreografischen Zielstellungen werden die Fußpositionen variiert. Vor allem die Fußabstände in der II. und IV. Position unterscheiden sich oft von den oben genannten.